# 小泉次大夫
小泉 次大夫（こいずみ じだゆう）は戦国時代から江戸時代初期の旗本代官および用水奉行。名は吉次（よしつぐ）。

## 経歴
1539年（天文8年）に、駿河国富士郡小泉郷（現在の静岡県富士宮市小泉付近）にて今川義元家臣・植松泰清の長男・吉次として出生。当初は今川氏真に仕えるが、今川氏没落後は徳川家康に登用され、このときより「小泉」姓を名乗る。元々、駿河小泉氏は、信濃国小泉庄の河内源氏村上氏からの枝分かれである。駿河国に移ってきた河内源氏村上氏系の小泉氏の家紋は丸に片喰であり、藤原姓小泉氏を名乗った次大夫吉次の用いた家紋は重ね菱、丸に片喰ともされる。
なお、次大夫吉次の生家・植松家は河内源氏の支流の甲斐源氏新羅三郎源義光流であるが、藤原姓小泉氏となった次大夫吉次は河内源氏の駿河小泉氏と生家の甲斐源氏の駿河植松氏の両方を意識したのである。植松家はかつて、1186年（文治3年）に鷹岡伝法用水（富士宮市の潤井川より取水）を開削し、その後は江戸時代まで樋代官を務めた。植松家の長男であった次大夫吉次は植松家の家督を弟に譲っている。
1590年（天正18年）に関東六ヶ国に転封となった徳川家康が江戸近郊の新田開発を計画した際、五万石相当の土地を預かる代官職に抜擢された。次大夫は多摩川から農業用水を引く用水路敷設を進言して採用され、以降稲毛・川崎領（現在の神奈川県川崎市）に移り住み用水奉行を務める。
1597年（慶長2年）に、二ヶ領用水、六郷用水の建設に着手。多摩川右岸・小杉（現在の川崎市中原区小杉陣屋町）と左岸・狛江（現在の狛江市）に陣屋を設け、工事を指揮監督する。
両用水路の敷設は難工事となり、安房国小湊の日蓮宗（富士派）の保田妙本寺より僧侶の日純を招来、小泉陣屋（後に小杉陣屋）の裏手に妙泉寺（現在の川崎市中原区小杉陣屋町）を建立し事業完遂を祈念する。なお妙泉寺は用水完成後に移設されるが、小杉陣屋町の妙泉寺跡には現在は観音堂が建てられている。
1602年（慶長7年）に、徳川家康より稲毛・川崎領の代官を任命される。
1611年（慶長16年）に、二ヶ領用水、六郷用水が完成。これら2つの堀は「四ヶ領用水」「次大夫堀」（じだゆうぼり）とも呼ばれた。また、両用水路の敷設工事完遂後、その功績により本田・新田の1割が新たに支給された。慶長16年（1612年）、家督と代官職を長男の吉明に継がせ、一旦隠居するが、1615年（元和元年）に、大坂の陣に吉明が参戦した後死亡したため、代官職に復帰。翌1616年（元和2年）に徳川家康が死去すると、次太夫も出家し、剃髪入道して宗可と号した。
1619年（元和5年）に、代官職を養子の吉勝に譲るとともに、前出の妙泉寺を川崎領砂子（現在の川崎市川崎区宮前町）に移し、妙遠寺と寺名を改めた上で隠居する。
1624年1月27日（元和9年12月8日）没。享年85。
吉勝以降は武蔵国荏原郡・豊嶋郡の所領を没収され、水利事業とは無関係になる。小泉次太夫の子孫は豊嶋郡西ヶ原と荏原郡川崎領に定住した。